# Супрун Микола Олексійович
Микола Олексійович Супрун (нар. 2 квітня 1962 року у с. Держанівка Носівського, нині Ніжинського району Чернігівської області) — український науковець, педагог і правоохоронець, доктор педагогічних наук, професор, полковник міліції, професор кафедри психокорекційної педагогіки НПУ імені М. П. Драгоманова..

## Життєпис
Народився в родині хліборобів. Після закінчення у 1979 році Держанівської середньої школи вступив, а в 1984 році закінчив з відзнакою дефектологічний факультет Київського державного педагогічного інституту імені О. М. Горького, де отримав спеціальність «Учитель і логопед допоміжної школи». 
По закінченню інституту працював вихователем у Київській допоміжній школі-інтернат № 2, проходив службу у лавах Збройних сил СРСР.
У 1989 році був запрошений на роботу до Інституту педагогіки України на посаду молодшого наукового співробітника лабораторії олігофренопедагогіки.  У 1991 році вступив на навчання до аспірантури зазначеного Інституту. У 1994 році захистив кандидатську дисертацію на тему: «Педагогічні умови учнівського самоврядування в допоміжній школі». В тому ж році перейшов працювати до Київського Інституту внутрішніх справ на кафедру психології та педагогіки, на якій пройшов шлях від викладача кафедри до начальника. Був одним із перших керівників психологічного факультету (1996—1997), на якому була започаткована підготовка психологів для пенітенціарної системи.
У 2009 році отримав спеціальне офіцерське звання «полковник міліції». 
У 2009 – 2010 рр. очолював Науково-методичний центр навчальних закладів МВС України. До виходу у відставку (2011) працював начальником кафедри педагогіки Національної академії внутрішніх справ. Самостійно розробив та викладав навчальні дисципліни «Методика викладання психології», «Педагогічна психологія», «Педагогіка» на психологічному факультеті НАВС. У 2011 році повернувся до роботи в науковій установі як головний науковий співробітник Інституту спеціальної педагогіки НАПН України. 
З серпня 2013 року професор кафедри пенітенціарної педагогіки та психології Інституту кримінально-виконавчої служби НАВС. У травні 2014 року був обраний за конкурсом на посаду заступника директора Інституту державної служби та місцевого самоврядування Національної академії державного управління при Президентові України.
З 1 квітня 2015 року — професор кафедри психокорекційної педагогіки НПУ імені М. П. Драгоманова.

## Науковець
Понад тридцять років працює у сфері дефектології та пенітенціарної педагогіки. 
2008 року захистив докторську дисертацію на тему: «Теорія і практика корекційного навчання дітей з обмеженими розумовими можливостями в Україні (друга половина XIX – перша половина XX століття)». У 2010 році отримав вчене звання "Професор" по кафедрі практичної психології.
Загалом вчений підготував чотирьох докторів психологічних та педагогічних наук та вісім кандидатів наук з різних галузей психолого-педагогічних знань.  
Започаткував спільно зі своїм учнем С.В.Кушнарьовим новий науковий напрям в пенітенціарній педагогіці — «Пенітенціарна геронтологія». Основні положення якого розкриті у науково-методичному посібнику «Основи пенітенціарної геронтології» (Київ: МП «Леся», 2002). Є членом двох спеціалізованих Вчених рад із захисту докторських дисертацій та редакційних колегій декількох науково-методичних видань Інституту спеціальної педагогіки і психології імені Миколи Ярмаченка НАПН України і  УДУ імені Михайла Драгоманова.
Є автором та співавтором понад 400 наукових і науково-методичних праць, зокрема 3 монографій, підручників, навчальних посібників.

## Родина
Батько: Супрун Олексій Микитович, Мама: Супрун Дар'я Антонівна. 
Дружина: Богослов Ніна Миколаївна — ветеран дошкільної освіти.
Сестри: Катерина, Олександра.
Донька Супрун Дар'я Миколаївна — доктор педагогічних наук, професор. Працює в УДУ імені Михайла Драгоманова.  .

## Відзнаки
За роки багаторічної служби нагороджений відзнаками МВС України «За відзнаку у службі» І і ІІ ступеню, «За сумлінну службу» ІІ і ІІІ ступеню.

## Публікації
1. Супрун М. О. Педагогіка : Підручник для духовних і світських закладів освіти. – К.: КДА, 2018.
2. Супрун М. О. Основи професійного самовиховання майбутнього співробітника МВС України: навч. посібник. – К.: КІВС. –1998;
3. Супрун М. О. Основи вікової та педагогічної психології в навчальній та позааудиторній роботі спеціалізованого закладу освіти: навч. посібник. – К.: КІВС. – 1998;
4. Супрун М. О. Корекційне навчання учнів допоміжних закладів освіти (друга половина ХІХ – перша половина ХХ ст.): монографія. – К: КЮІ МВС. – 2005;
5. Легуша С. М., Супрун М. О. Правове виховання курсантів вищих навчальних закладів МВС України: сутність, функції та механізм: монографія. – К: КЮІ МВС. – 2006;
6. Супрун М. О. Корекційне виховання учнів допоміжної школи засобами учнівського самоврядування: монографія – К.: «Леся». – 2009;
7. Супрун М. О. Методика викладання психології у вищій школі: навч. посібник, рекомендований МОН України. – К.: Атіка (у співавторстві). – 2012.